# Мазяйкина, Клавдия Ивановна
Клавдия Ивановна Мазяйкина (урождённая Облезова) (28.05.1918 — 2002) — передовик советского сельского хозяйства, доярка колхоза имени Молотова Рыбновского района Рязанской области. Герой Социалистического Труда (07.02.1957).

## Биография
Родилась 28 мая 1918 года в селе Новоселки Рязанского уезда Рязанской губернии (ныне – Рыбновского района Рязанской области). Русская.
С малых лет ей приходилось работать в поле. Во время коллективизации в Новоселках её семья одной из первых вступила в колхоз «Верный путь». До 1936 года она трудилась в полеводческой бригаде, а потом пришла на молочно-товарную ферму и стала работать дояркой.
Работала дояркой в колхозе имени Молотова (позднее – «Приокский») Рыбновского района Рязанской области. Добивалась высоких результатов по надоям молока. Каждую буренку знала по имени, знала характер и норов, знала, какую погладить, а какой пригрозить. Этой работе она отдала 32 года своей жизни. В районных о областных газетах среди лучших доярок Рыбновского района упоминается и её имя. В областном социалистическом соревновании доярок она занимала второе место, четыре года подряд являлась участницей Всесоюзной сельскохозяйственной выставки.
Указом Президиума Верховного Совета СССР от 7 февраля 1957 года за выдающиеся успехи, достигнутые в работе по увеличению производства продуктов животноводства, широкое применение достижений науки и передового опыта в раздое коров, выращивании молодняка и откорме свиней Мазяйкиной Клавдии Ивановне присвоено звание Героя Социалистического Труда с вручением ордена Ленина и золотой медали «Серп и Молот».
Работала в колхозе до выхода на пенсию.
Жила в Рязани. Умерла в 2002 году. Похоронена в городе Рязань.

## Награды
- Медаль «Серп и Молот» (07.02.1957);
- Орден Ленина (07.02.1957).
- Медаль «За трудовую доблесть»
- Медаль «В ознаменование 100-летия со дня рождения Владимира Ильича Ленина» (6 апреля 1970)
- Медаль «Ветеран труда»